# クリシュ
ラーダ・クリシュナ・ジャガルラームディ（Radha Krishna Jagarlamudi、1978年11月11日 - ）は、インドのテルグ語映画で活動する映画監督。「クリシュ(Krish)」名義で活動している。父サーイバーブ・ジャガルラームディは映画プロデューサーであり、映画製作会社ファースト・フレーム・エンターテインメンツを経営している。

## キャリア
2008年に『Gamyam』で監督デビューし、アッラリ・ナレーシュ、シャルワナンド、カマリニー・ムカルジーが出演している。同作は興行的な成功を収め、クリシュはフィルムフェア賞 テルグ語映画部門作品賞、フィルムフェア賞 テルグ語映画部門監督賞を受賞した。2010年に『Vedam』を監督し、アッル・アルジュン、アヌシュカ・シェッティ、マンチュ・マノージュが出演している。同作は興行面・批評面で成功を収め、クリシュは2度目のフィルムフェア賞 テルグ語映画部門監督賞を受賞した。また、テルグ語映画史上2本目となるフィルムフェア賞 南インド映画部門4部門（テルグ語映画部門作品賞、テルグ語映画部門監督賞、テルグ語映画部門主演男優賞、テルグ語映画部門主演女優賞）同時受賞作品となった。2011年には同作をリメイクしたタミル語映画『Vaanam』を監督し、アヌシュカ・シェッティが引き続き出演した他にシランバラサン、バラースが出演している。同作も『Vedam』と同じく批評家から高い評価を得ている。2012年に『Krishnam Vande Jagadgurum』を監督し、ラーナー・ダッグバーティ、ナヤンターラが出演している。同作はブロックバスターを記録するヒット作となった。
2015年に『ガッバル再び』を監督し、アクシャイ・クマール、シュルティ・ハーサンが出演している。同年には『Kanche』も監督して興行面・批評面で成功を収め、同作は国家映画賞 テルグ語長編映画賞を受賞した。2017年にはナンダムーリ・バーラクリシュナ100本目の出演作『Gautamiputra Satakarni』を監督し興行的な成功を収め、2019年にはバーラクリシュナと共にN・T・ラーマ・ラオを描いた伝記映画『N.T.R: Kathanayakudu』『N.T.R: Mahanayakudu』を監督した。この二部作は批評家から高い評価を得たものの、興行的には失敗している。2019年にはラクシュミー・バーイーを描いた叙事詩的映画『マニカルニカ ジャーンシーの女王』でカンガナー・ラーナーウトと共同監督を務めた。

## フィルモグラフィ
監督
- Gamyam（2008年）
- Vedam（2010年）
- Vaanam（2011年）
- Krishnam Vande Jagadgurum（2012年）
- ガッバル再び（2015年）
- Gautamiputra Satakarni（2017年）
- N.T.R: Kathanayakudu（2019年）
- N.T.R: Mahanayakudu（2019年）
- マニカルニカ ジャーンシーの女王（2019年）

出演
- 伝説の女優 サーヴィトリ（2018年）